# Croglio
Croglio is een plaats en voormalige gemeente in het Zwitserse kanton Ticino, en maakt deel uit van het district Lugano.
Croglio telt 850 inwoners.
Vanaf 19 april 2021 is de gemeente Croglio onderdeel geworden van de gemeente Tresa; een samenvoeging van 4 voormalige gemeentes, te weten; Ponte Tresa, Croglio, Sessa en Monteggio.